# Klášter Molesme
Klášter Molesme (výsl. [molem]) je benediktinský klášter v burgundské vsi Molesme v departementu Côte-d'Or. Klášter byl založen roku 1075 Robertem z Molesme.

## Historie
Roku 1098 jej opustilo několik mnichů a na odlehlém a opuštěném místě při staré římské silnici založili nový klášter podporující reformu mnišského života.
Jménem nového kláštera, který byl latinsky nazván Cistercium, byl poté označován celý nový řád - Cisterciáci. Řád vycházel z původní řehole sv. Benedikta, jehož heslem bylo Ora et labora! (Modli se a pracuj!) Od roku 1708 byl opatem-komendátorem J. M. Terray.